# Ladomerská Vieska
Ladomerská Vieska é um município da Eslováquia localizado no distrito de Žiar nad Hronom, região de Banská Bystrica. Está localizada às margens do rio Hron.

## Demografia
| Ano:        | 1994 | 2004   | 2014   | 2024   |
| ----------- | ---- | ------ | ------ | ------ |
| Broj ljudi: | 819  | 782    | 805    | 758    |
| Razlika:    |      | -4,51% | +2,94% | -5,83% |

| Ano:               | 2023 | 2024   |
| ------------------ | ---- | ------ |
| Número de pessoas: | 763  | 758    |
| Diferença:         |      | -0,65% |